# Zuid (metrostation)
Zuid is een metrostation in Amsterdam direct naast het spoorwegstation Amsterdam Zuid. 

## Geschiedenis
In 1968 besloot de Amsterdamse gemeenteraad tot de aanleg van een metronet dat onder meer bestond uit een ringlijn en een noord/zuidlijn die elkaar zouden kruisen bij de locatie van het in 1915 geplande Zuiderstation. Daarnaast voorzag het ontwerp van het in 1967 geopende Schiphol Centrum in een spoorverbinding met de stad. Het zuidelijke deel van de in de jaren 20 van de 20e eeuw aangelegde spoordijk voor de ringspoorbaan werd aanzienlijk verbreed zodat er in de middenberm van de ringweg voldoende ruimte zou zijn voor trein en metro. Verder werden bij de aanleg van de ringweg al een tunneldeel naar het zuiden bij de Parnassusweg voor de beoogde noord/zuidlijn en een doorgang, brug 228P, naar het noorden gebouwd voor het beoogde tracé van de spoorlijn naar een ondergronds station bij het Museumplein ter hoogte van de beoogde aansluiting van de, nooit gerealiseerde, Rotterdamseweg op de ringweg bij het Beatrixpark gebouwd. De ringweg tussen de Amstelveenseweg en de RAI werd op 1 september 1977 geopend, het spoorwegstation volgde op 21 december 1978. 

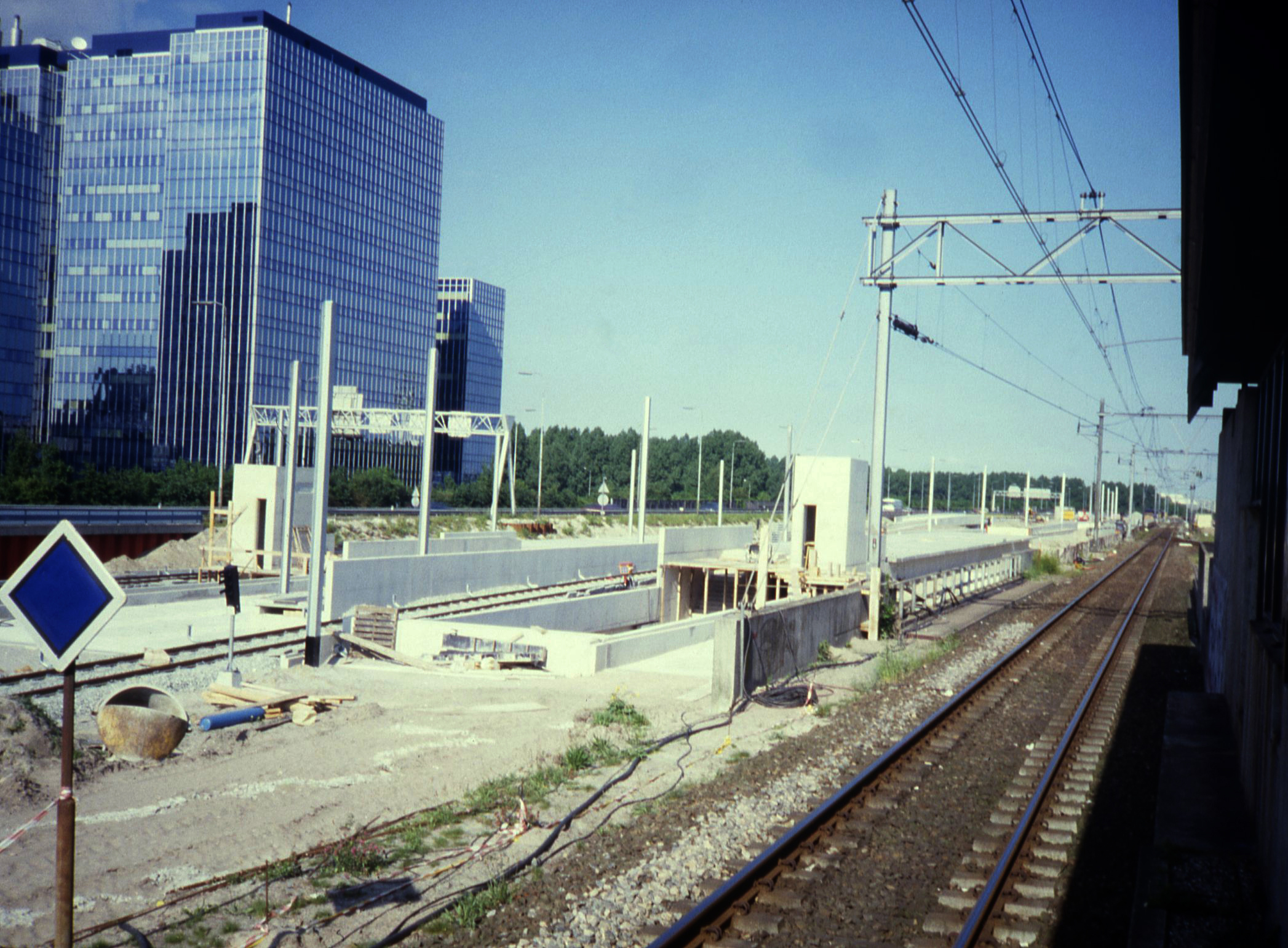
De ruwbouw van het metrostation in juli 1990.
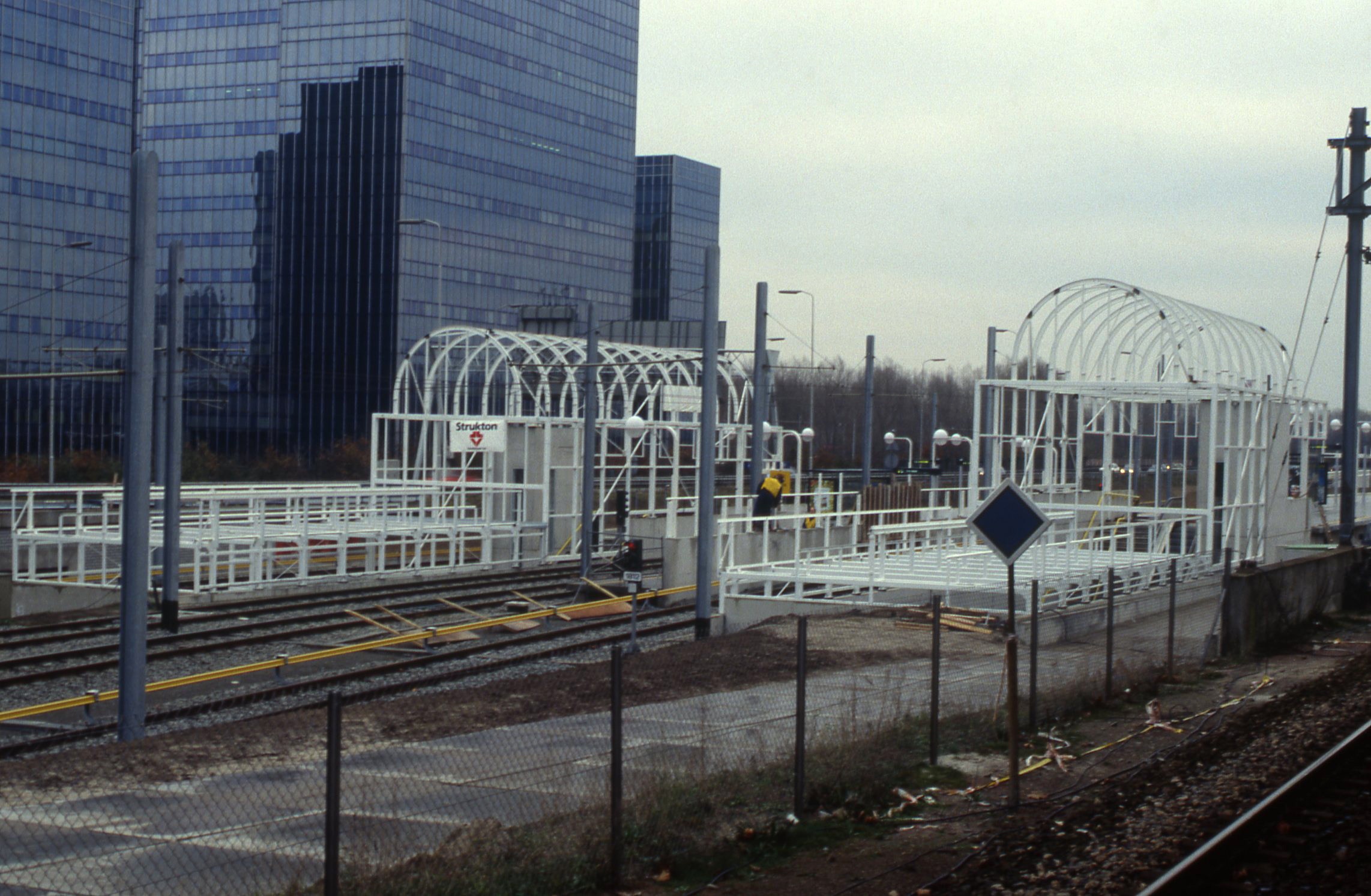
Iets later de afbouw van de perrongebouwtjes met de voor die tijd typische plexiglas tongewelven.
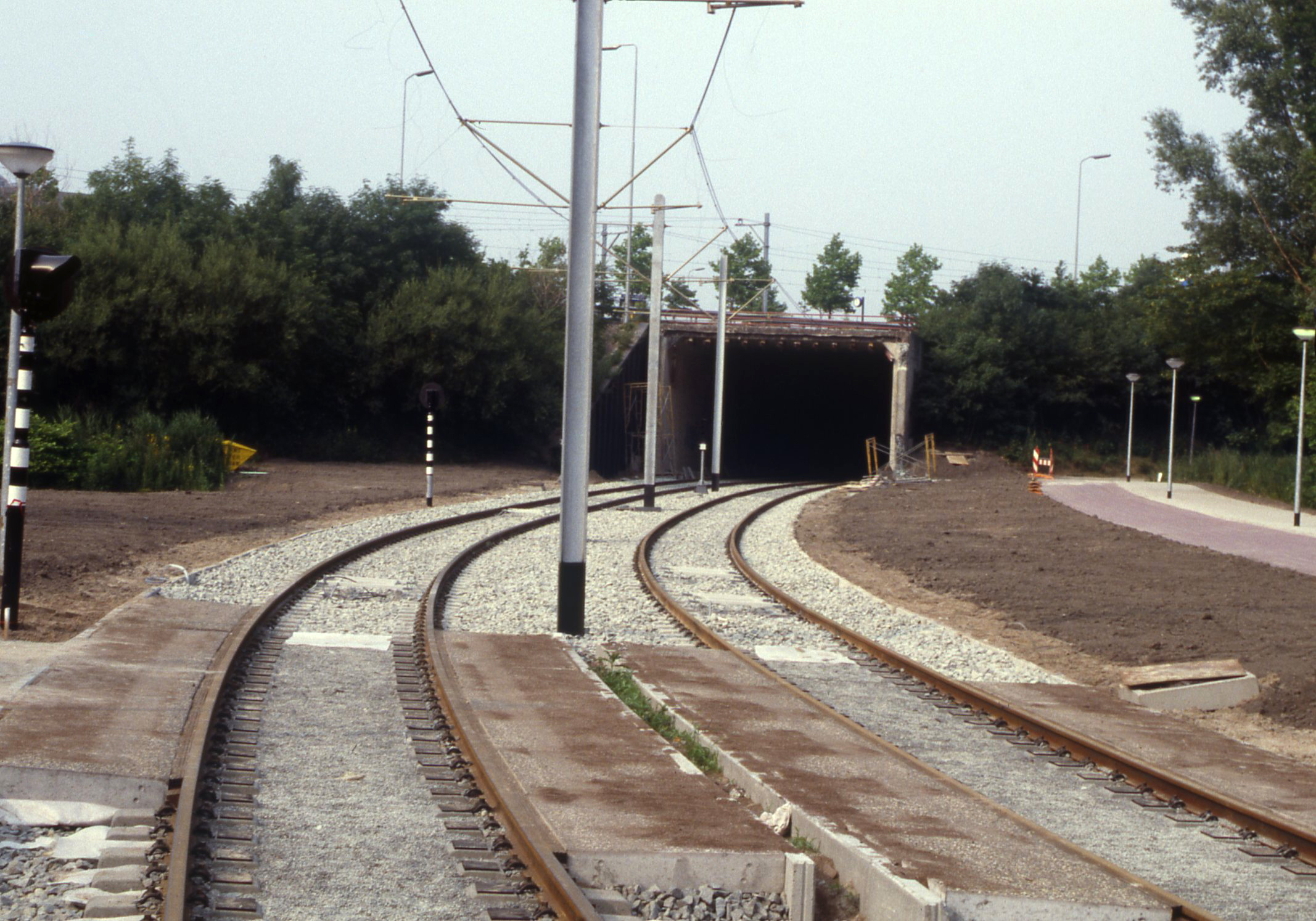
Tunnel en trambaan bij de Parnassusweg/Buitenverdertselaan.

## Sneltram
De metro kwam er vooralsnog niet, mede omdat sinds de Nieuwmarktrellen in 1975 het begrip "metro" in de Amsterdamse politiek min of meer taboe was verklaard. Het deel van de oorspronkelijk geplande Noord/Zuidlijn door Amstelveen werd dan ook aangelegd als tramlijn voor zowel stadstrams als sneltrams. Voor de sneltrams werd een zijtak van, de in 1977 geopende, oostlijn tussen Spaklerweg en metrostation Zuid aangelegd op het tracé van de geplande metroringlijn. Deze zijtak werd gebouwd volgens metronormen, dus zonder gelijkvloerse kruisingen met ander verkeer, en voorzien van een derde rail. 
De twee eilandperrons bij station Zuid werden, zoals gepland, ten oosten van de reizigerstunnel tussen het stationsplein en de hal van het spoorwegstation op de spoordijk gelegd en met vaste trappen, roltrappen en liften met die reizigerstunnel verbonden. Het zuidelijke perron werd gebouwd als overstapperron tussen de sneltram en de toekomstige ringlijn en bediend door de sneltrams richting het centrum. Het noordelijke perron kwam lager te liggen dan oorspronkelijk gepland, zodat ook de stadstrams het station konden aandoen. De noordzijde werd bediend door de sneltram richting Amstelveen. De zuidzijde werd bediend door de stadstram die door een helling ten oosten van de perrons was verbonden met de tramsporen in de Beethovenstraat. Dit gold voor de stadstrams in beide richtingen en reizigers richting de stad moesten de trambaan oversteken om in te stappen. Hierdoor konden reizigers uit Oost hun reis naar Oud-Zuid vrij makkelijk voortzetten in omgekeerde richting moesten ze echter via de reizigerstunnel naar het andere perron. Aan de westkant van de perrons gingen de trams en sneltrams over gemeenschappelijke sporen door het tunneldeel Parnassusweg. 
De sneltrams werden voor de overgang tussen metro en trambaan “omgebouwd”, dat wil zeggen dat de treeplanken op het metrodeel waren uitgeklapt en op het tramdeel ingeklapt, zodat de voertuigen op de trambaan smaller zijn dan op het metrotraject, en de stroomvoorziening op het tramdeel via de bovenleiding liep en daarom ook de sleepcontacten werden ingeklapt.  De lijn, waaronder metrostation Zuid, werd op 30 november 1990 geopend en de volgende dag begon de reizigersdienst. De officiële GVB-naam voor het station is Station Zuid, maar in publicaties wordt Zuid gebruikt. Tot 10 december 2006 was het Zuid/WTC.

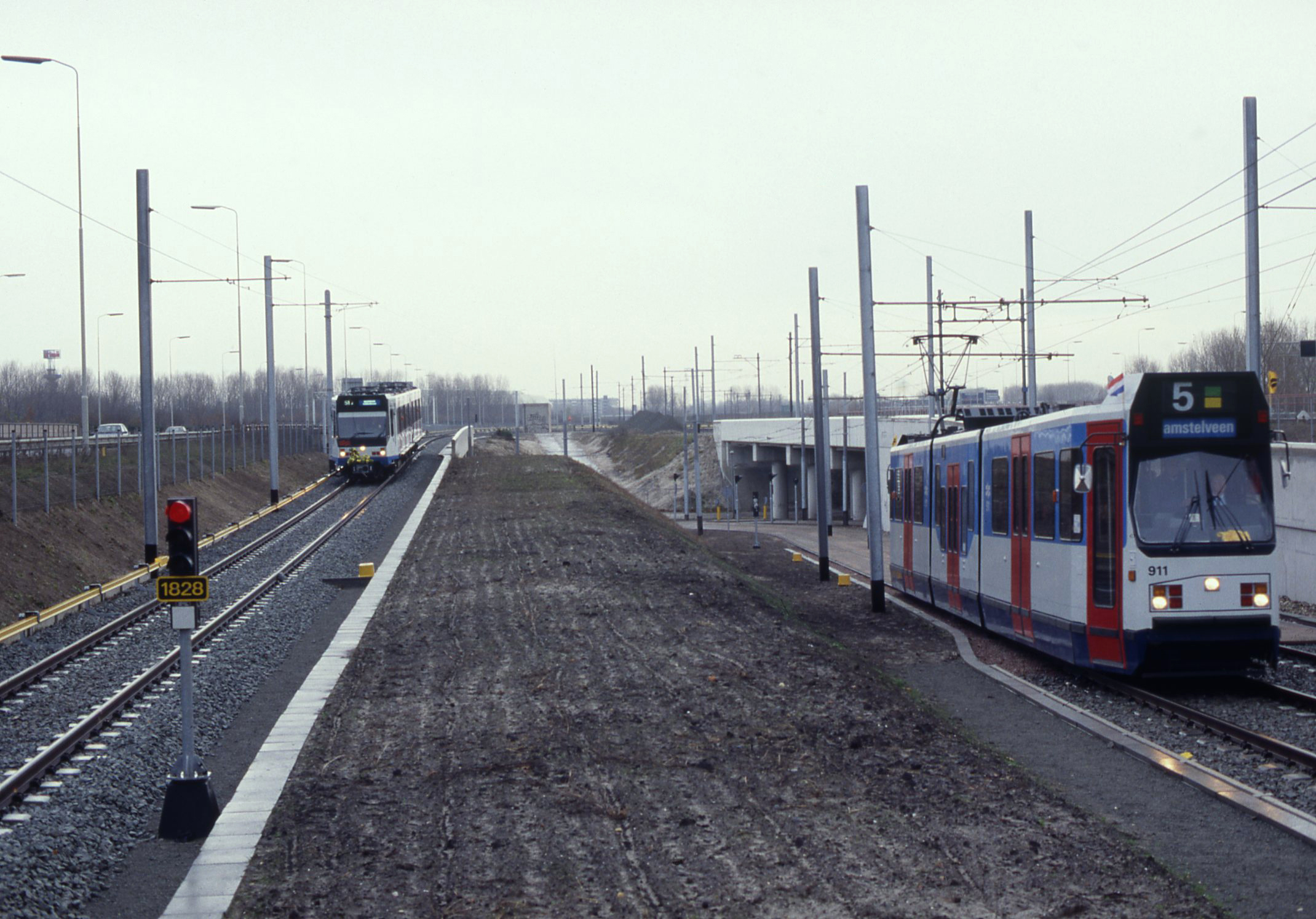
Sneltram (links) en stadstram (rechts) ten oosten van de perrons.
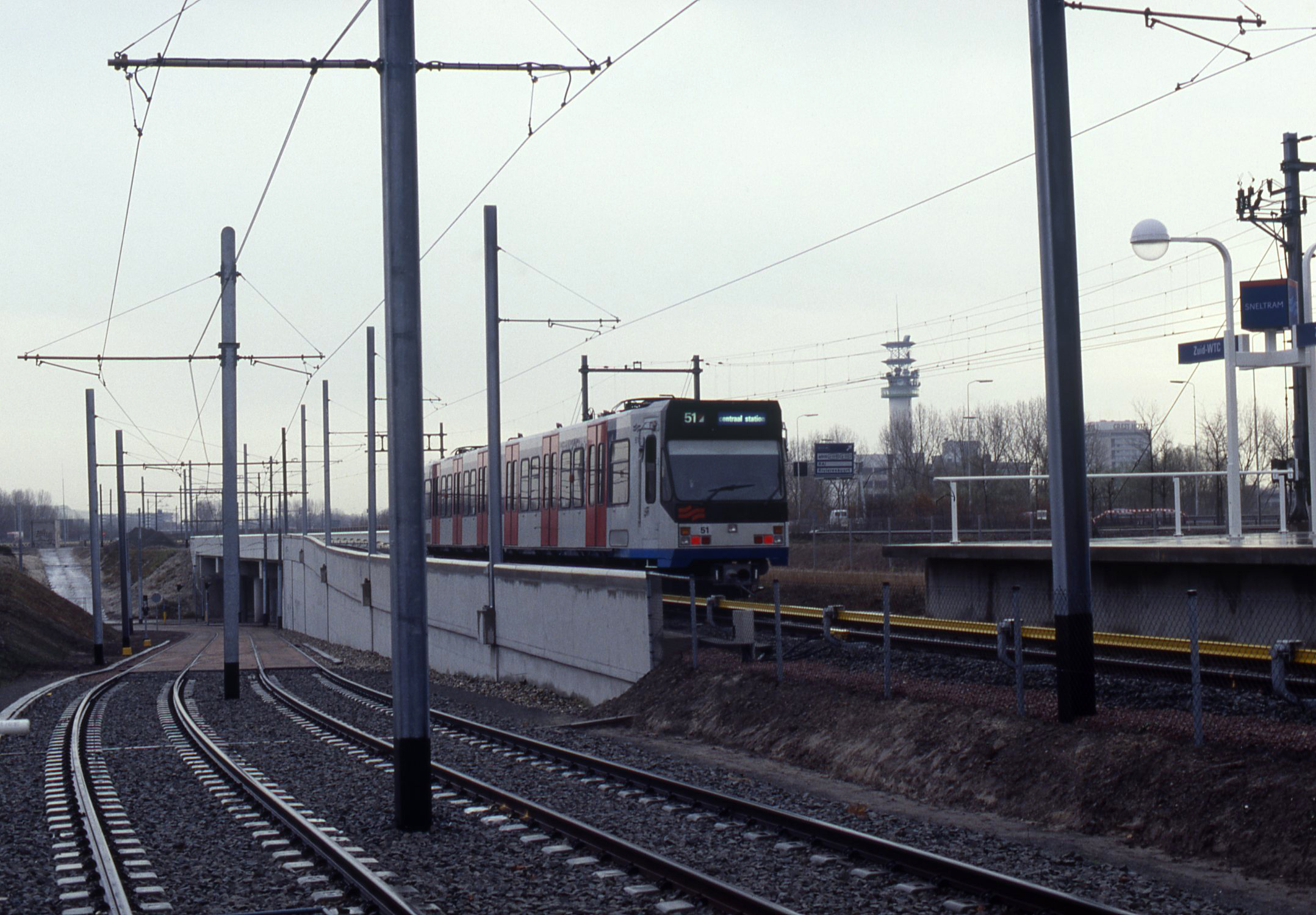
De sneltram naar het centrum bij vertrek van het zuidelijke perron.
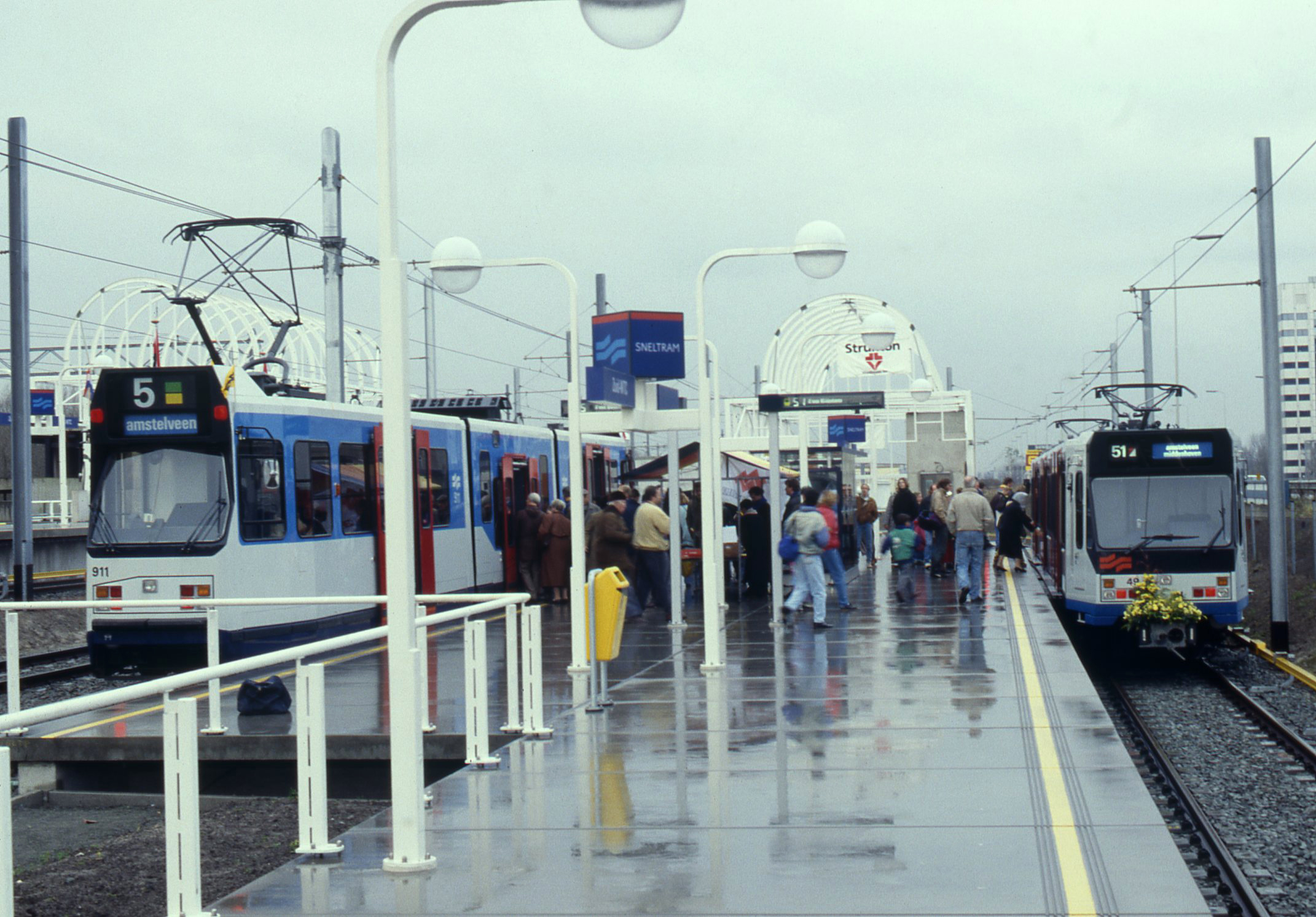
Het noordelijke perron met stadstram en sneltram bij de opening.

## Metro
In 1992 besloot de gemeenteraad alsnog tot aanleg van de ringlijn door het westen van de stad. De afkeer van het begrip metro bestond nog steeds en de lijn werd dan ook “verkocht” als ringsneltram. Hoewel de lijn geheel op een kruisingsvrij tracé ligt bleek het woord sneltram ook technische gevolgen te hebben. Aanvankelijk werd er gekozen voor bovenleiding en ten westen van station Zuid werden voor de afstand tussen perron en de spoorstaven tramnormen toegepast. Dit betekende dat ook de sneltrams naar het westen, om zelfs de schijn van metro te vermijden, moesten worden “omgebouwd” tijdens de stop op Zuid. 
In station Zuid kwam voor de ringlijn richting oost een eigen spoor aan de zuidkant van het zuidelijke perron, terwijl het sneltramspoor bij het noordelijke perron met een wissel werd aangesloten op de ringlijn richting west. De bovenleiding kwam er niet maar de inzet van de 3 meter brede metrostellen was niet mogelijk toen de lijn op 28 mei 1997 werd geopend. Inmiddels was in 1996 besloten om, nu weer onder de naam metro, de Noord/Zuidlijn onder de binnenstad alsnog aan te leggen. Het ombouwen van het materieel van metro naar sneltram of omgekeerd bleek storingsgevoelig en in 2000 werden de perrons langs de ringlijn afgezaagd zodat de ombouw overbodig werd en bovendien alle types metro- en sneltrammaterieel konden worden ingezet. Er is overwogen om brug 228P als doorgang voor de Noord/Zuidlijn te gebruiken, maar uiteindelijk werd gekozen voor een tracé onder het Europaplein. 
De komst van de Noord/Zuidlijn betekende voor Zuid dat de sporen van de stadstram plaats moesten maken voor die van de Noord/Zuidlijn. De Noord/Zuidlijn kreeg het zuidelijke eindpunt in de vorm van een kopspoor langs de zuidzijde van het noordelijke perron. Tram 5 keerde terug op de Strawinskylaan maar reed ten westen van het voormalige eindpunt Zuid-WTC door naar de Parnassusweg om daar naar het zuiden af te buigen en weer aan te sluiten op de lijn door Amstelveen. Op 22 juli 2018 werd de Noord/Zuidlijn (lijn 52) geopend, op 2 maart 2019 werd de sneltramdienst door Amstelveen gestaakt en sindsdien rijdt lijn 51 ook over de westelijke ringlijn. In 2022 is het eindpunt van de Noord/Zuidlijn opgevijzeld naar het niveau van het zuidelijke perron, zodat de inmiddels twee kopsporen vanaf beide perrons bereikt kunnen worden zonder door de reizigerstunnel te hoeven.  

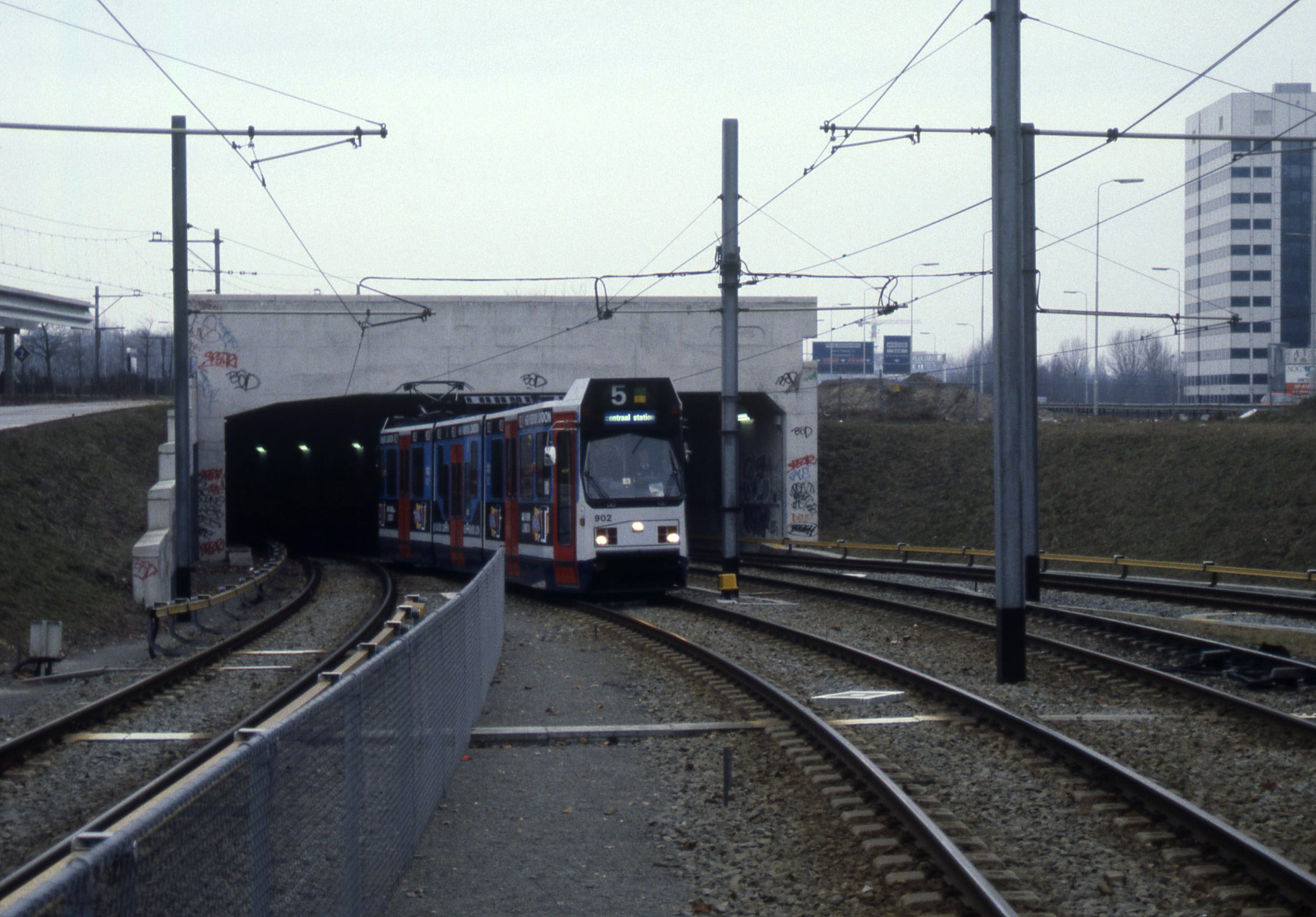
De tunnel bij de Parnassusweg gezien vanaf het perron op 30 januari 1993.
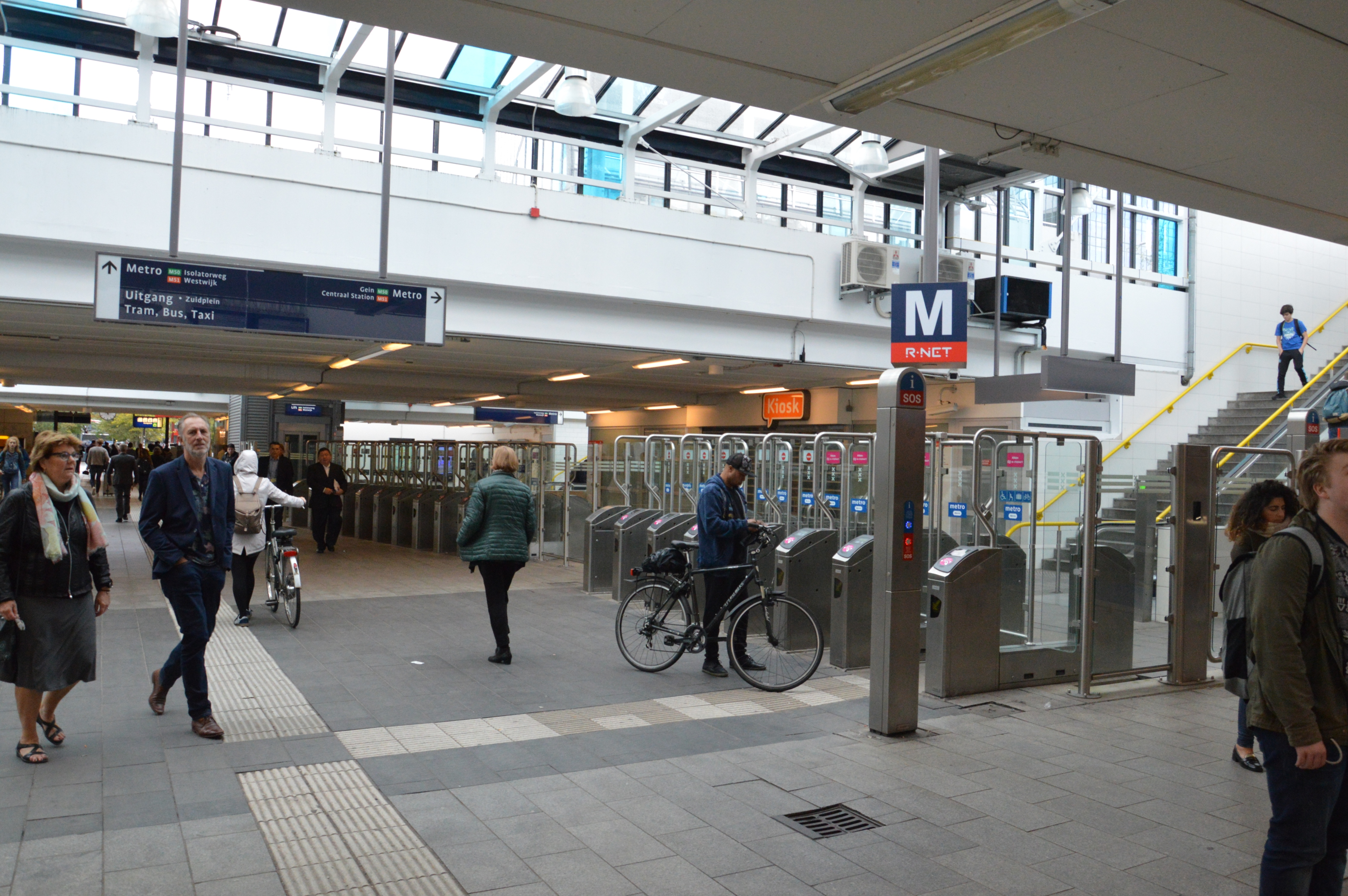
De OVC-poortjes van het metrostation in de reizigerstunnel op 19 september 2017.
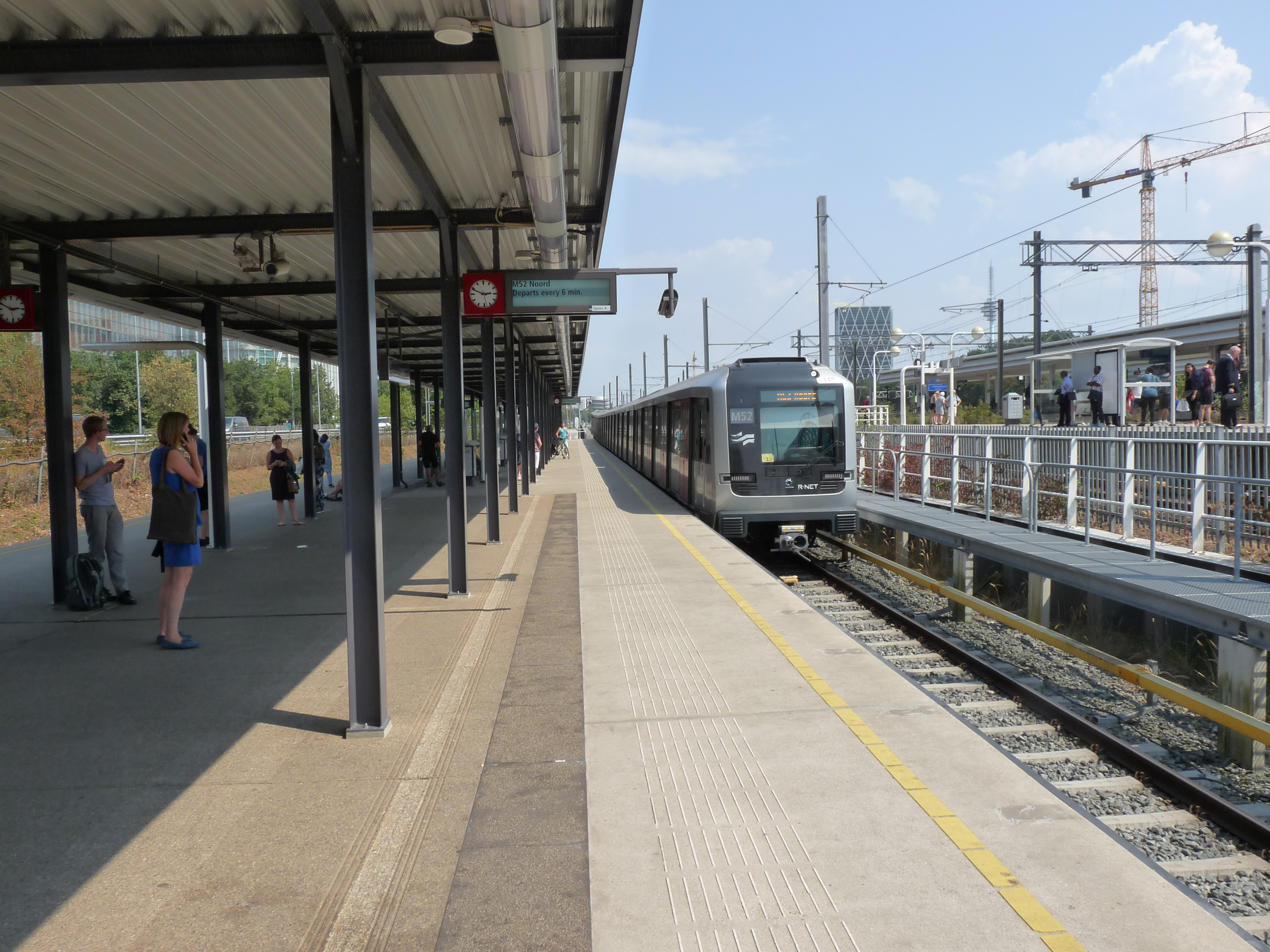
Metrostel op het eindpunt van de Noord/Zuidlijn in  2018.

## Zuidasdok
Het spoorwegstation uit 1978 was bescheiden van opzet en had architectonisch grote gelijkenis met de metrostations van de oostlijn die in dezelfde tijd werden gebouwd, zij het dat het perron aanzienlijk langer was dan dat van een metrostation. De reizigersstroom is sindsdien duidelijk gegroeid, het metrostation is toegevoegd in een andere bouwstijl en in 2006 heeft het spoorwegstation een tweede perron gekregen. Trein en metro maken gebruik van dezelfde reizigerstunnel, die in de loop der tijd ook van steeds meer winkels is voorzien en eigenlijk te krap is voor de reizigersstroom. De komst van de OVC-poortjes heeft het geheel nog verder verrommeld. In 2012 sloten de gemeente Amsterdam, provincie Noord-Holland en het Rijk een overeenkomst voor de herinrichting van het gebied. Na meerdere besluitvormingsrondes gingen de werkzaamheden op 3 maart 2019 van start. Het tunneldeel bij de Parnassusweg is gesloopt om de herbouw mogelijk te maken. 
Zowel het spoorwegstation als het metrostation worden herbouwd in een gelijke bouwstijl en zullen beide worden aangesloten op de nieuwe Brittenpassage aan de westkant en de Minervapassage, de verbreedde oorspronkelijke reizigerstunnel, aan de oostkant. Voor het metrostation betekent dit dat de nieuwe perrons aan de westzijde van de Minervapassage komen op hetzelfde niveau als de spoorwegperrons. De buitenste sporen zijn bestemd voor de ringlijn, de binnenste voor de Noord/Zuidlijn die naar verwachting wordt doorgetrokken naar Schiphol. Volgens de planning uit 2021 is de Brittenpassage in 2027 gereed.   
Isolatorweg ·
Station Sloterdijk (NS) ·
De Vlugtlaan ·
Jan van Galenstraat ·
Postjesweg ·
Station Lelylaan (NS) ·
Heemstedestraat ·
Henk Sneevlietweg ·
Amstelveenseweg ·
Station Zuid (NS) ·
Station RAI (NS) ·
Overamstel ·
Van der Madeweg ·
Station Duivendrecht (NS) ·
Strandvliet ·
Station Bijlmer ArenA (NS) ·
Bullewijk ·
Holendrecht (NS) ·
Reigersbos ·
Gein
Centraal Station (NS) ·
Nieuwmarkt ·
Waterlooplein ·
Weesperplein ·
Wibautstraat ·
Amstelstation (NS) ·
Spaklerweg ·
Overamstel ·
Station RAI (NS) ·
Station Zuid (NS) ·
Amstelveenseweg ·
Henk Sneevlietweg ·
Heemstedestraat ·
Station Lelylaan (NS) ·
Postjesweg ·
Jan van Galenstraat ·
De Vlugtlaan ·
Station Sloterdijk (NS) ·
Isolatorweg
Noord ·
Noorderpark ·
Centraal Station (NS) ·
Rokin ·
Vijzelgracht ·
De Pijp ·
Europaplein ·
Station Zuid (NS)